# Dhoûr ech Choueïr
Dhoûr ech Choueïr är en ort i Libanon.   Den ligger i guvernementet Libanonberget, i den centrala delen av landet, 21 kilometer öster om huvudstaden Beirut. Dhoûr ech Choueïr ligger 1 274 meter över havet och antalet invånare är 5 000.
Terrängen runt Dhoûr ech Choueïr är kuperad åt nordväst, men åt sydost är den bergig.Runt Dhoûr ech Choueïr är det mycket tätbefolkat, med 2 345 invånare per kvadratkilometer.. Närmaste större samhälle är Jounieh, 12,0 kilometer nordväst om Dhoûr ech Choueïr. 